# Visione mesopica

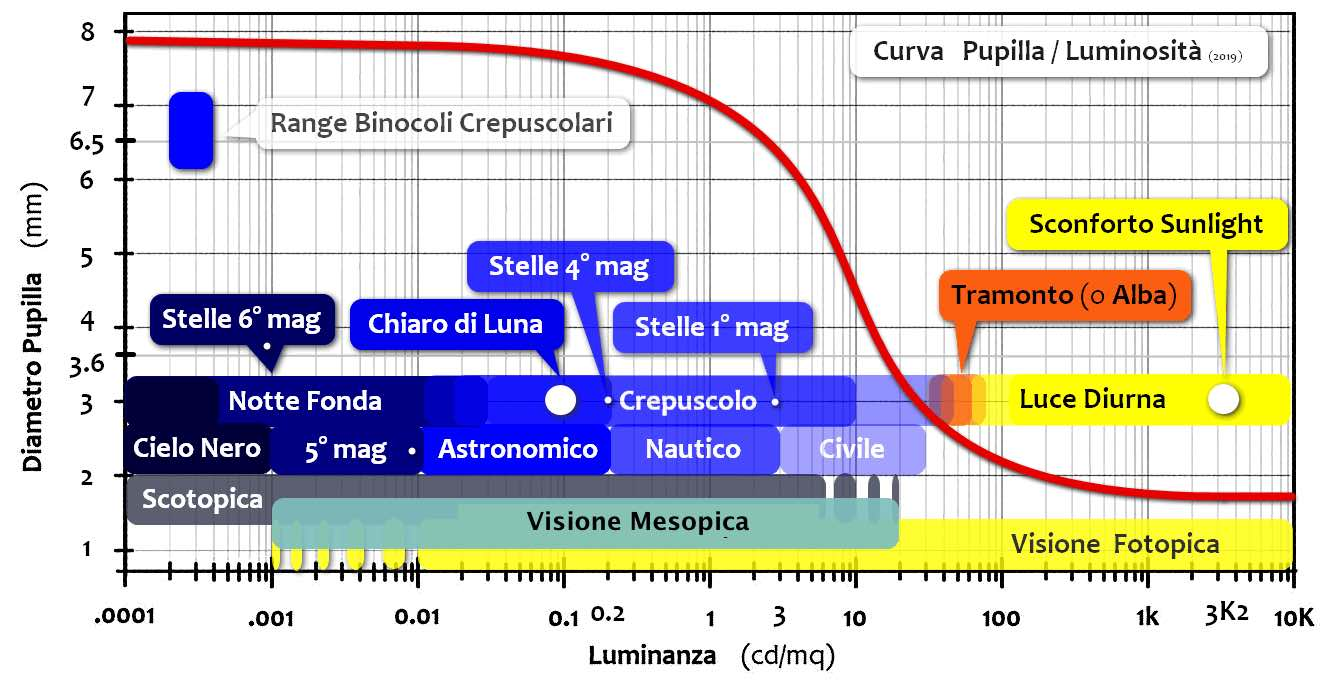
Tabella di Luminanza della visione Scotopica, Mesopica e Fotopica (ed altri riferimenti, come la curva pupillare).

La visione (o vista) mesopica (dal greco antico: μέσο?, meso, "intermedio" e ὀπ-, óp-, "vedere"), detta anche, erroneamente, mesotopica, è quella visione dovuta all'attività contemporanea dei bastoncelli (visione scotopica) e dei coni (visione fotopica) della retina, in grado di spaziare nella più ampia regione di attività visiva riguardo la luminosità ambientale "media" giornaliera, quando il livello d'illuminazione è intermedio tra il diurno e il notturno (luce crepuscolare), ovvero con livelli d'illuminamento compresi tra 0,01 lux fino a 1 lux.

## Caratteristiche
I livelli interessati dalla visione mesopica variano anche molto su base individuale, ma mediamente è attiva nel livello di illuminazione ambientale compreso tra 20 e 0,001 Cd/m2, il quale comprende buona parte del periodo crepuscolare, e (in quella più chiara) consente di rilevare ancora le differenze di colore, almeno nei livelli di illuminazione superiori al chiaro di Luna (~ 0,1 Cd/m2).  
| Tipo di visione | Illuminamento minimo    | Illuminamento massimo  |
| --------------- | ----------------------- | ---------------------- |
| Scotopica       | {\displaystyle 10^{-5}} | {\displaystyle 1}      |
| Mesopica        | {\displaystyle 10^{-2}} | {\displaystyle 1}      |
| Fotopica        | {\displaystyle 10^{-2}} | {\displaystyle 10^{5}} |